# Chiesa di Santa Giustina (Santa Giustina in Colle)
La chiesa di Santa Giustina Vergine e Martire è la parrocchiale di Santa Giustina in Colle, in provincia e diocesi di Padova; fa parte del vicariato del Graticolato.

## Storia
Da documenti del XII secolo si viene a sapere che l'originaria chiesa di Santa Giustina disponeva di fonte battesimale. Dalla relazione della visita pastorale del 1584 si apprende che questa chiesa era di grandi dimensioni. Da quelle delle visite del 1875 e del 1881, invece, che la chiesa di Santa Giustina versava in pessime condizioni. Si decise, allora, di riedificarla. 
L'attuale parrocchiale venne edificata tra il 1893 ed il 1895 e consacrata il 5 ottobre 1907. L'abside fu costruita nel 1925.